# Kasteel van Germolles

Wapen van Filips de Stoute

Het Kasteel van Germolles (Frans: Château de Germolles), gelegen in Mellecey niet ver van Beaune en Chalon-sur-Saône, is een van de weinige bewaard gebleven residenties van de hertogen van Bourgondië. Ondanks de latere vernielingen en de weinige originele resten is het een belangrijke getuigenis van de rijke geschiedenis van dit deel van Frankrijk

## Een rijke geschiedenis

### Het begin: een vesting van de heren van Germolles
Het Kasteel van Germolles was al in de 13e eeuw een versterkte plaats, gebouwd door de feodale heren van het gebied: de heren van Germolles. In de tweede helft van de 14e eeuw waren de heren door financiële moeilijkheden gedwongen hun domein te verkopen; de hertog van Bourgondië, Filips de Stoute, werd de nieuwe eigenaar. Het is niet goed bekend hoe het kasteel eruitzag. Zonder twijfel was het een kasteel met slechts enkele vensters en vier forse torens, omgeven door dikke muren. Van de oorspronkelijke bouw resten slechts twee delen: de lage kapel en de wijnkelder.

### De buitenplaats van Filips de Stoute en Margaretha van Vlaanderen
In 1380 kwam het Kasteel van Germolles in het bezit van Filips de Stoute, eerste hertog van Bourgondië van het huis Valois, die na het uitsterven van de Capetingers Frankrijk regeerde. Hij schonk het onmiddellijk aan zijn echtgenote, Margaretha van Male (Margaretha III van Vlaanderen). Omvangrijke en kostbare verbouwingen werden ondernomen; ze zouden een tiental jaren duren.
De hertogin wilde de strenge en archaïsche vesting veranderen in een buitenpaleis. Om dat te bereiken maakte ze gebruik van de diensten van een aantal kunstenaars die in dienst waren van het vorstelijke paar: de architect Drouet de Dammartin, de beeldhouwers Jean de Marville en Claus Sluter en de schilder Jean de Beaumetz. Zij werkten tezelfdertijd aan de bouw van het kartuizer klooster Champmol bij Dijon, het grootste project van de hertog. Er ontstond een weelderige buitenplaats, bestaande uit een weids vierkant gebouw dat een gesloten hof omvatte en omringd was door een slotgracht. De zuidelijke en oostelijke vleugel vormden de woonvertrekken, terwijl de westkant de ontvangstruimtes bevatte en de noordelijke vleugel de wachten herbergden.
Als natuurliefhebster bevorderde de hertogin de landelijke ambachten, niet alleen om een aangename leefomgeving te scheppen maar ook om de landbouw te ontwikkelen en zodoende inkomsten te genereren om het onderhoud te bekostigen. Ze liet een rozengaard aanleggen waarvan de bladeren naar Vlaanderen werden verzonden om gedestilleerd te worden voor de bereiding van rozenwater. Ook stichtte ze een modelboerderij om schapen te fokken, uit liefhebberij maar ook om de wol naar Vlaanderen te sturen voor de bloeiende lakenweverijen. De hertog en hertogin kruisten in Germolles Vlaamse met Bourgondische runderen en plaatsten in 1393 een beeldengroep in de tuin die hen voorstelde als goede herders.
Op 12 februari 1389 werd koning Karel VI van Frankrijk in het Kasteel van Gremolles uitgenodigd door Filips en Margaretha, die zijn oom en tante waren.

### Het kasteel na de Bourgondische periode
Na Filips de Stoute en Margaretha van Vlaanderen waren de opvolgers Jan zonder Vrees, Filips de Goede en Karel de Stoute eigenaar. Na de dood van de laatste in 1477 viel het kasteel toe aan de koning van Frankrijk. De bewoning werd nadien tot het einde van de 18e eeuw door de koning aan verschillende families gegund. Na de Franse revolutie werd het kasteel verkocht aan de Franse natie. Door vernieling en verwaarlozing ging het meeste van het gebouw verloren. Aan het einde van de 19e eeuw werd het verkocht aan de familie die het nog steeds bewoont.

## Beschrijving

### De resten van het oorspronkelijke fort
Twee elementen uit de vroegste periode van het Kasteel van Germolles (13e eeuw) zijn bewaard gebleven doordat ze in de verbouwing tot hertogelijk paleis werden opgenomen. De uitgestrekte wijnkelder, ooit gebruikt voor de opslag van wijn en levensmiddelen, heeft zijn middeleeuwse karakter behouden. Naast de romaanse elementen uit de Bourgondische bloeitijd komen gotische bouwvormen voor. Ook de lage kapel vertoont een dergelijke mengeling. De twee wachttorens aan weerszijden van de entree zijn zonder twijfel van de 13e eeuw. Hoewel het kasteel in de tijd van de Bourgondische hertogen geen vesting meer was, werden de poort en wachtlokalen in de toegangsgebouwen in stand gehouden om de macht van de bewoners tot uitdrukking te brengen.

### De pracht en praal van een vorstelijk paleis
Vanaf het poortgebouw in de binnenhof leidt een wenteltrap de bezoeker naar de ontvangstzaal in de westelijke vleugel; de ingang is bekroond door een – helaas beschadigd – gebeeldhouwd timpaan met het wapen van Filips de Stoute. De ruime bemeting van de zaal verraadt het vroegere officiële karakter van de zaal. Maar na een brand(?) in het begin van de 19e eeuw , die het interieur verwoestte, ging deze grootsheid – mede door het verlaagde plafond – verloren. Aan de zuidelijke muur bevond zich oorspronkelijk een monumentale open haard met daarboven een galerij voor de muzikanten. De resten van de open haard werden in de 20e eeuw overgebracht naar de grote hal van het huidige kasteel. Hij is gesierd met kapitelen uit de werkplaats van Claus Sluter met een scène uit Chrétien de Troyes' roman “Yvain, de ridder met de leeuw”. Thans dient de zaal als expositieruimte voor archeologische vondsten uit het kasteel en de omgeving, voornamelijk oude tegels van geëmailleerd aardewerk die ooit de vloeren van de eerste en tweede verdieping sierden. Ze tonen afbeeldingen als margrieten, leeuwen, rozen, distels, schapen, zonnen en Franse lelies.

### De hertogelijke kapel
De architecten van de hertog creëerden boven de oude lage kapel een nieuwe hertogelijke kapel, direct toegankelijk vanuit de “étage noble” van het woongedeelte van het kasteel. Deze had één schip met een koor, in een elegant achthoekig torentje, met ronde nissen rondom. Annex aan het koor werd een huiskapel met een vuurplaat gebouwd, een klein comfortabel vertrek waar alleen de koningin zich voor gebed mocht terugtrekken. Aan het eind van de 19e eeuw verwoestte een brand niet alleen dit fijnzinnige interieur maar ook een deel van het kasteel, waardoor de kapel van het woongebouw gescheiden werd. In 2009 en 2010 kon dankzij financiële steun van de Franse staat en het departement Saône-et-Loire het dak van het koor hersteld worden en kreeg het schip een overwelving. Boven de kapel bevond zich een klokkenkamer met een uurwerk, in die tijd zeer uitzonderlijk.

### Het woongedeelte en de luxe van het Bourgondische hof
Het woongedeelte staat nu los van de rest van het kasteel, maar vroeger vormden de gebouwen één geheel dat de binnenhof omsloot. Het is uitzonderlijk goed geconserveerd waardoor de kwaliteiten van het bouwwerk goed uitkomen: ruime vensters die op de omgeving uitkijken, torentjes met stenen wenteltrappen, gotische open haarden. De drie verdiepingen zijn een architectonische vertaling van briljante hofhouding van de hertogen: de begane grond is voor de dienstvertrekken, de eerste etage herbergt de hertogelijke suite, de tweede de hovelingen. In een van de keukens op de begane grond geeft de gotische vuurplaat een duidelijk beeld van de vroegere werkzaamheden. De muurschilderingen met een middeleeuws roosmotief werden bij een restauratie in het begin van de 20e eeuw blootgelegd.
Op de eerste etage zijn in de kleedkamer van Margaretha van Beieren (echtgenote van Jan zonder Vrees) de recent gerestaureerde muurschildering van Jean de Beaumetz en zijn leerling Arnoult Picornet te zien. Ze zijn een zeldzaam voorbeeld van deze laat-middeleeuwse kunstvorm. De motieven P en M, de initialen van de hertog en de hertogin, zijn erin verwerkt evenals afbeeldingen van de distel, edele rechtopstaande maar stekelige plant, embleem van Margaretha van Vlaanderen. Dit decor, vroeger ook te zien op de vloer en het plafond, zet zich voort in de aangrenzende kamer. Onderzoekingen hebben aangetoond dat andere muurschilderingen, rozen en margrieten, ook in andere zalen voorkwamen.
Op de bovenste verdieping, gebouwd in de vorm van een omgekeerde scheepsromp, zijn tussen de balken vertrekken ingericht. De muren waren met tapijten bekleed. Een van de kamers, gerestaureerd in de 20e eeuw, is getooid met kopieën van de muurschilderingen van de eerste etage.

### De tuinen
Van de oorspronkelijke tuinen en de uitgestrekte rozengaard van Margaretha van Vlaanderen is niets overgebleven. Het park is deels opnieuw aangelegd, in de Engelse stijl van de 19e eeuw, met zeldzame soorten als de kale cipres, de magnolia-achtige Virginische tulpenboom, de ginkgo biloba, de araucaria en groepjes linden en cipressen.

## Enkele jaartallen
- 1380: Filips de Stoute, hertog van Bourgondië, koopt Germolles voor zijn vrouw, Margaretha van Vlaanderen
- 1382: Begin van de verbouwing en renovatie van het kasteel. De werkzaamheden nemen 15 jaar in beslag
- 1389: Koning Karel VI van Frankrijk bezoekt Germolles
- 1393: Claus Sluter beeldhouwt de beroemde beeldengroep waarin Filips de Stoute en Margaretha van Vlaanderen worden afgebeeld onder een olm, omringd door schapen
- 1399: Claus Sluters beeld van de Maagd Maria wordt geplaatst bij de ingang van het kasteel
- 1466: Restauratie van het beeld van Sluter om het te beschermen tegen weersinvloeden
- 1873: Brand verwoest delen van het kasteel

## Externe link

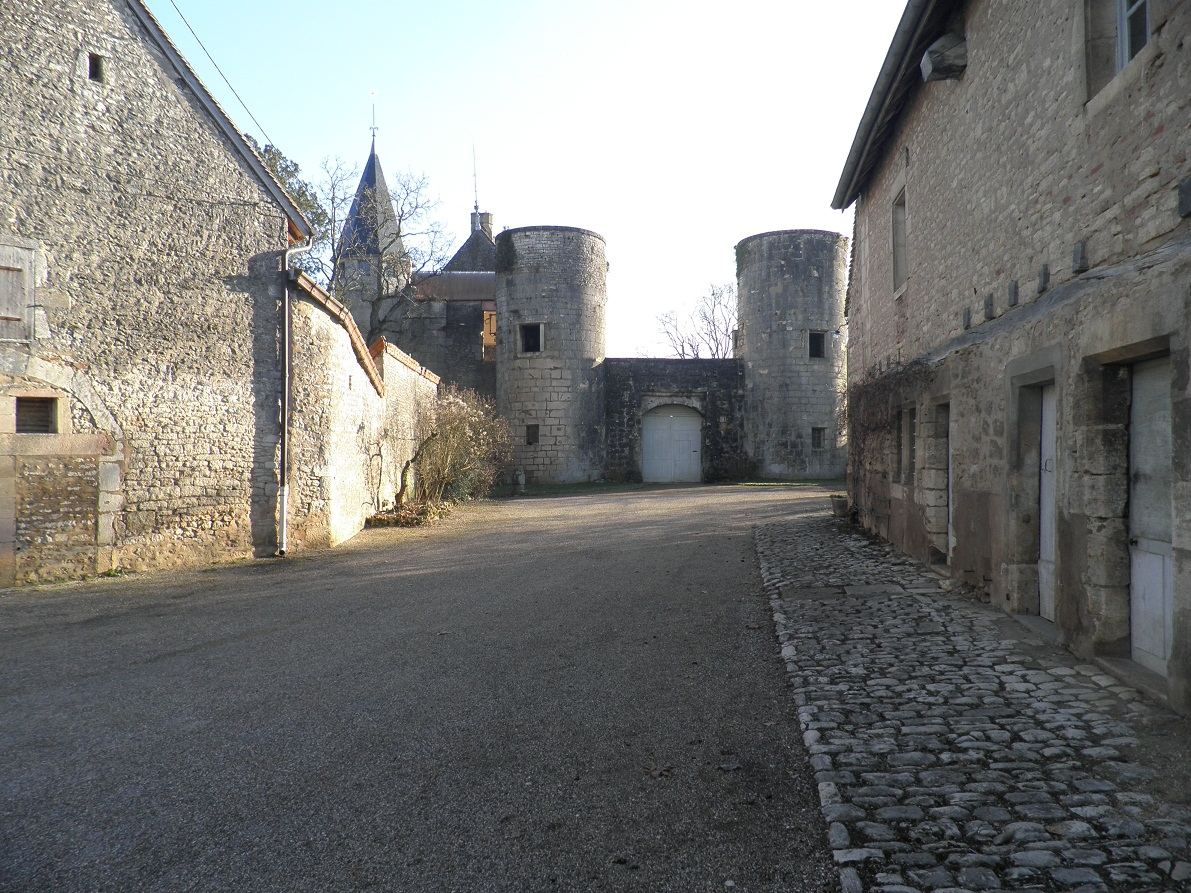
De binnenhof van het kasteel met de toegangspoort op de achtergrond
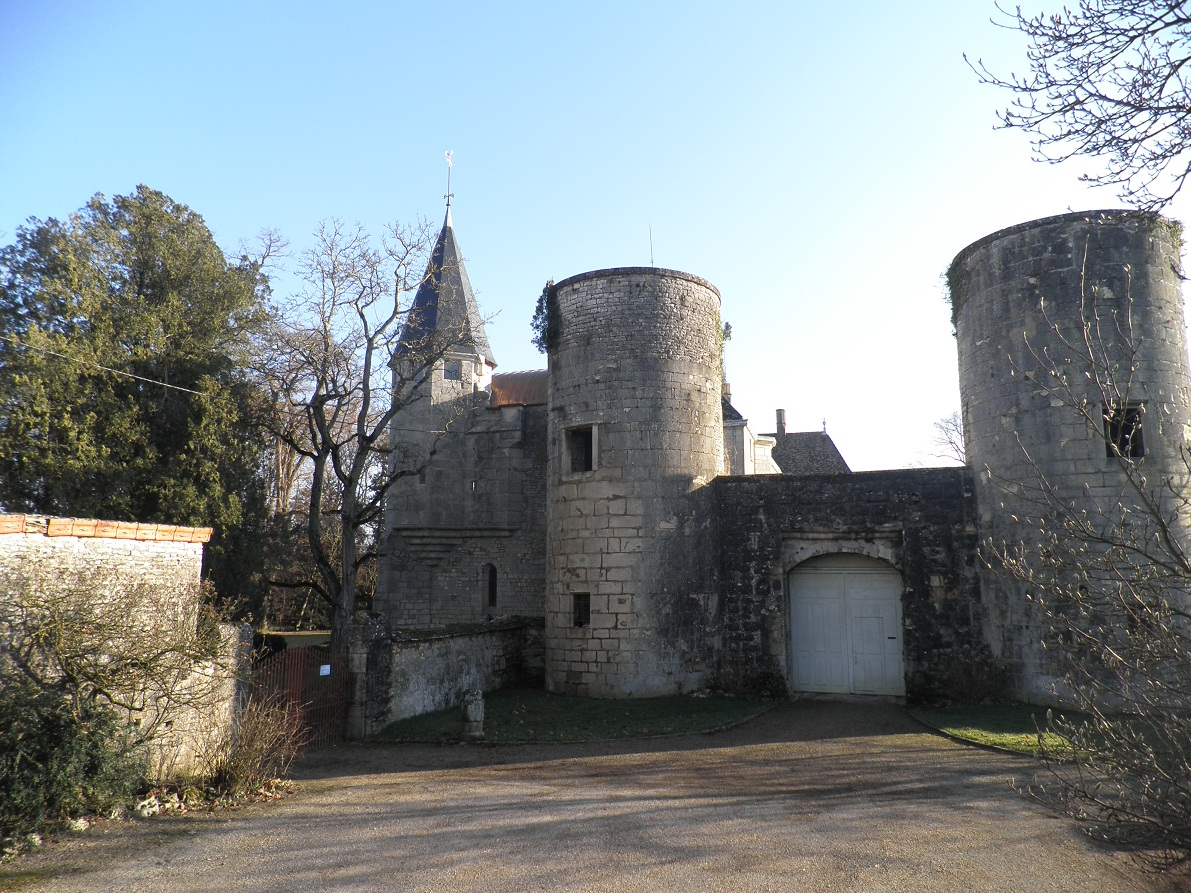
De toegangspoort en de noordoostelijke toren gezien vanuit de binnenhof (13e – 14e eeuw)
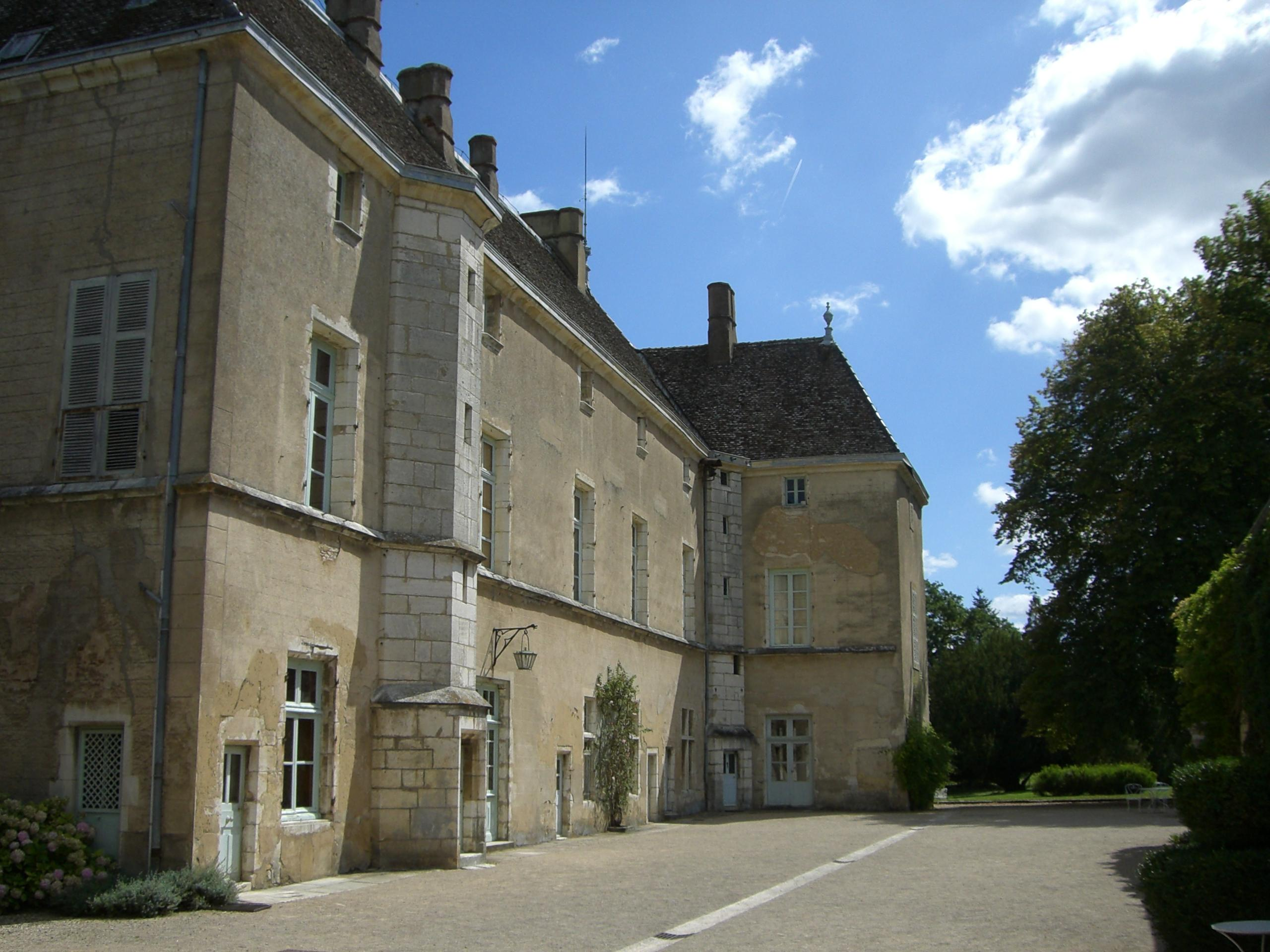
Het woongedeelte vanuit het noorden (14e eeuw)
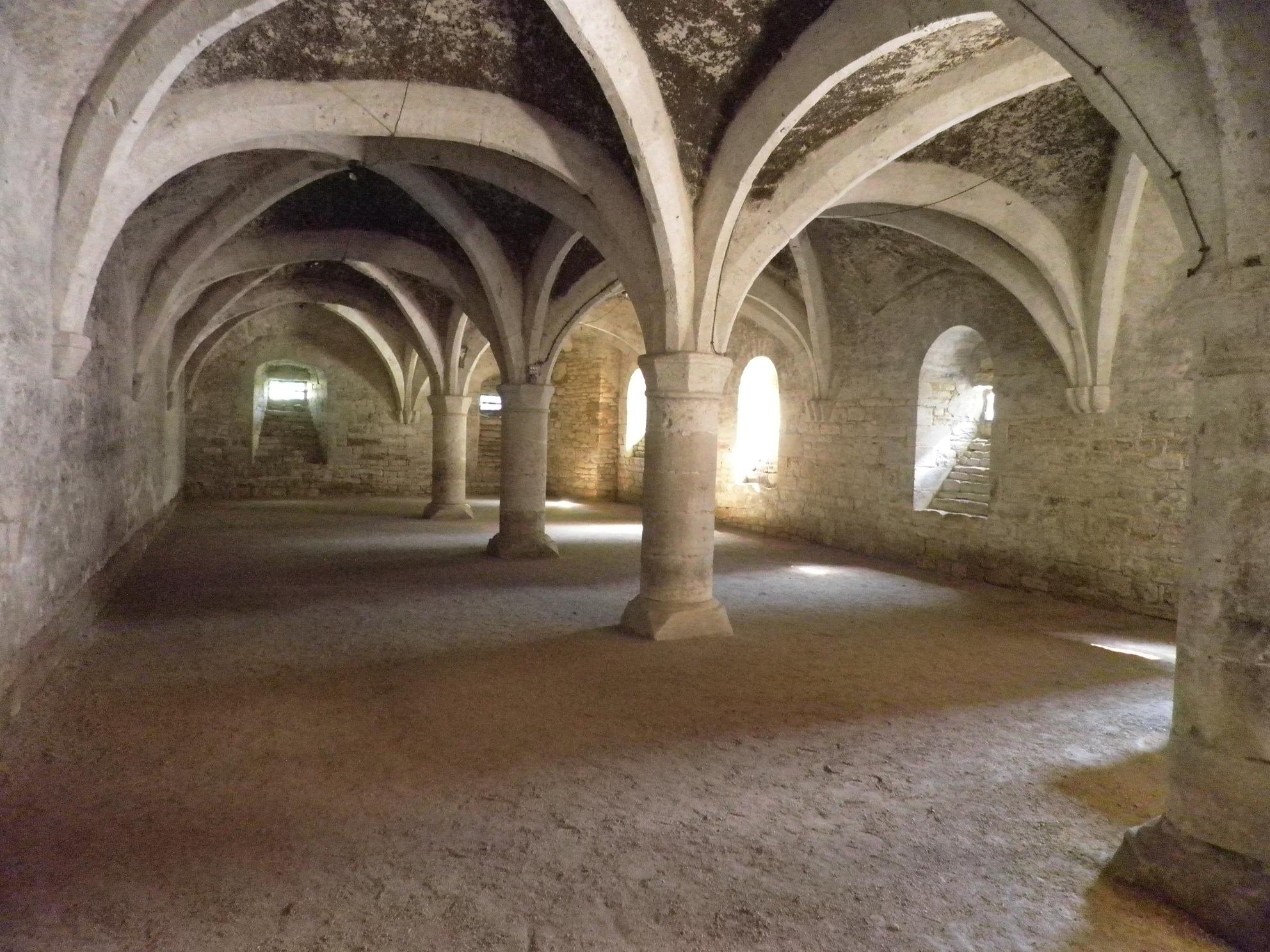
De kelder (13e eeuw)
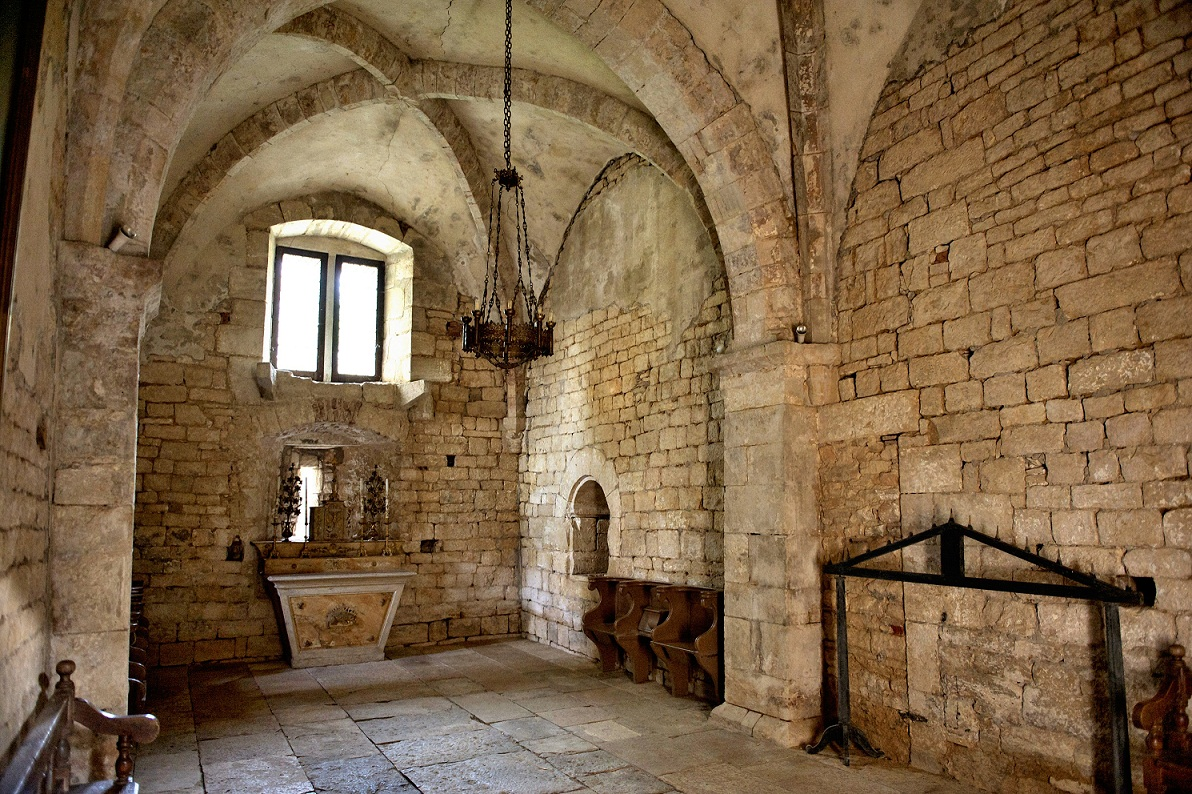
De lage kapel (13e eeuw)
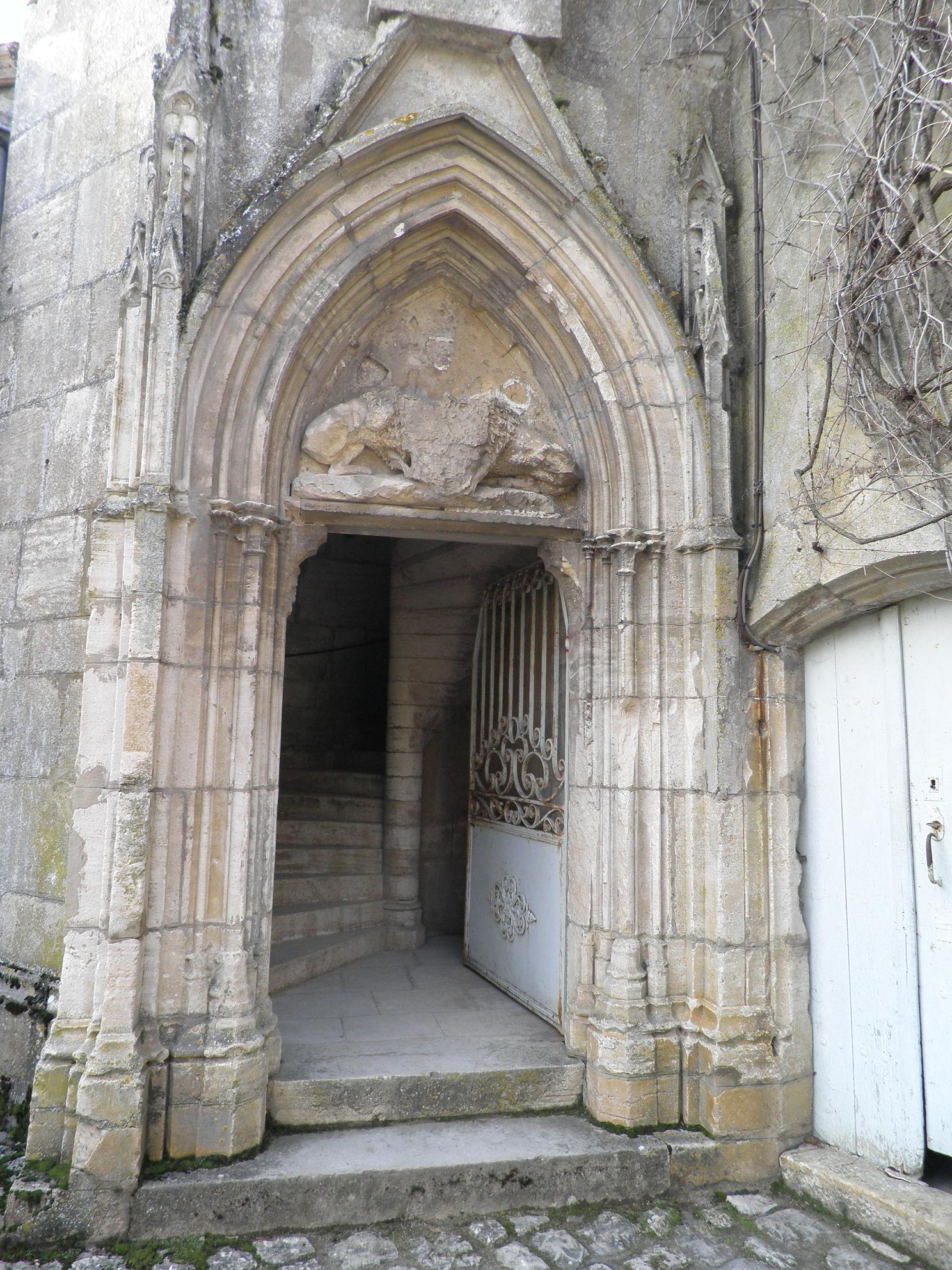
De toegang tot de grote wenteltrap (14e eeuw)
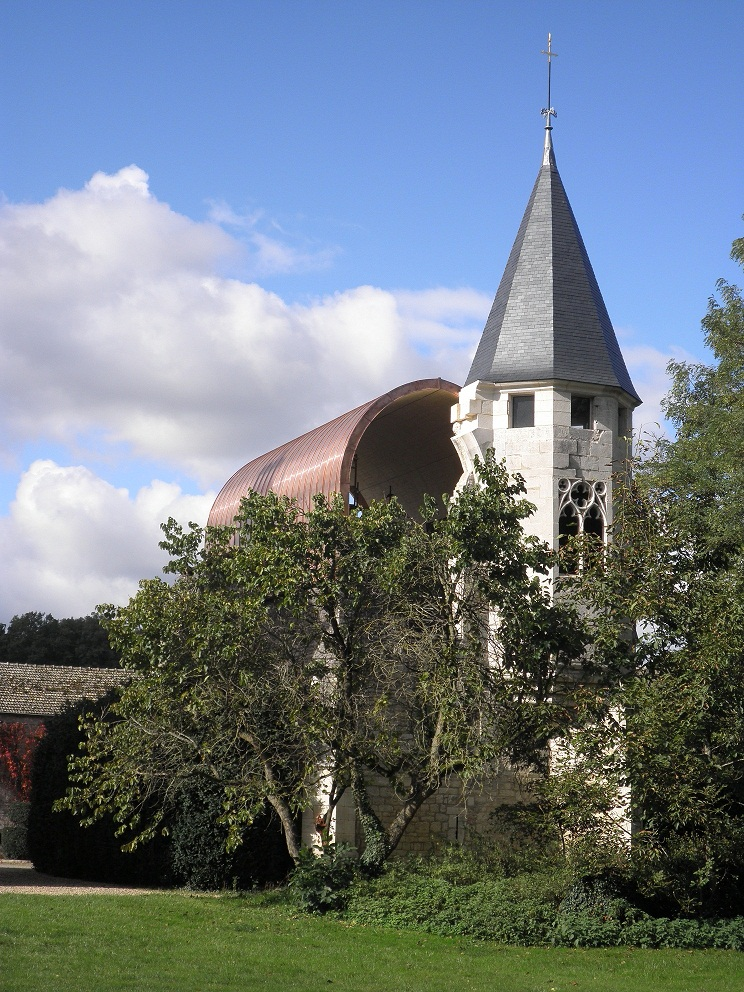
De hertogelijke kapel vanuit het oosten na de restauratie (14e eeuw)
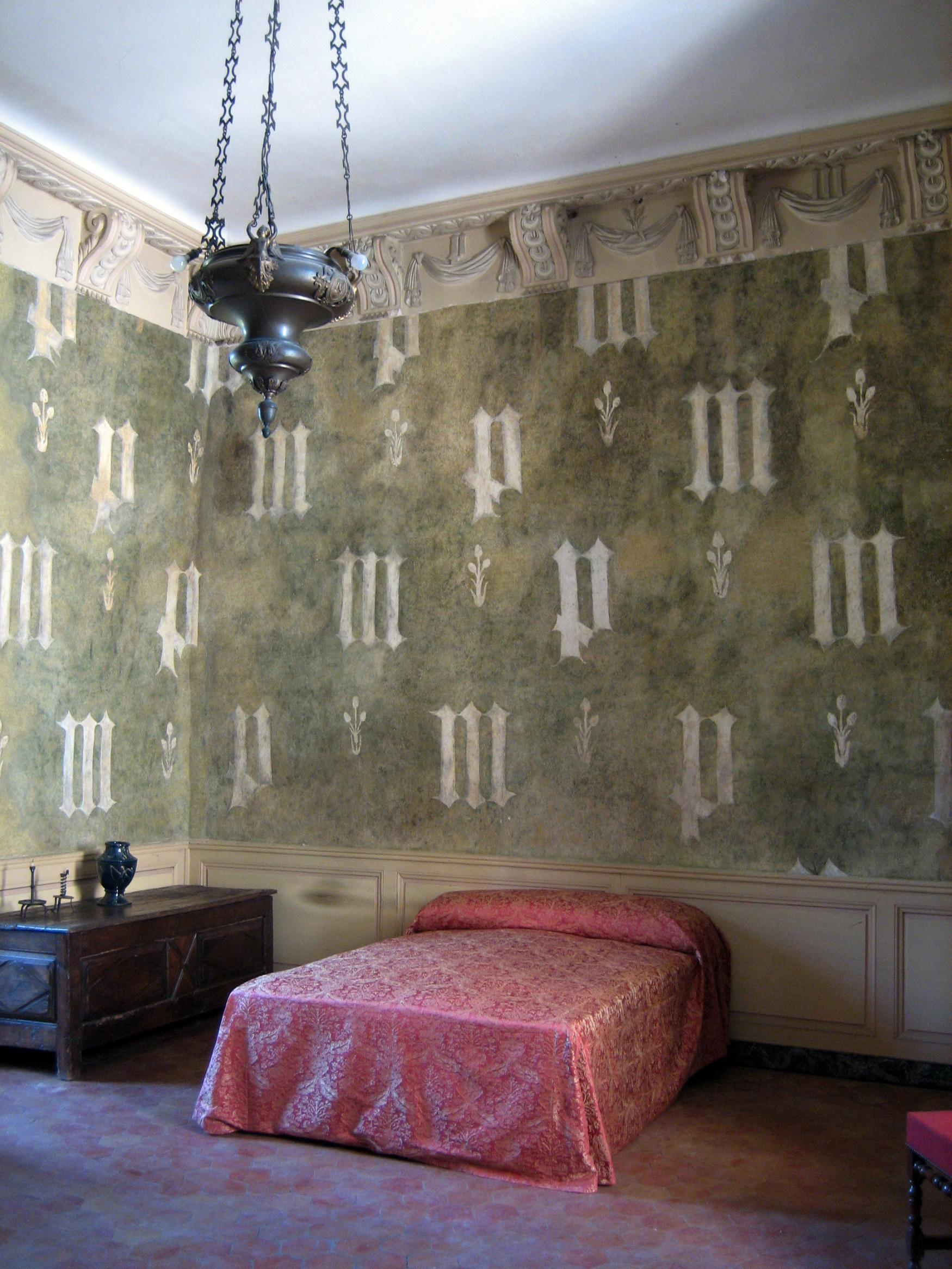
Muurschildering in de kleedkamer van Margaretha van Beieren (14e eeuw)
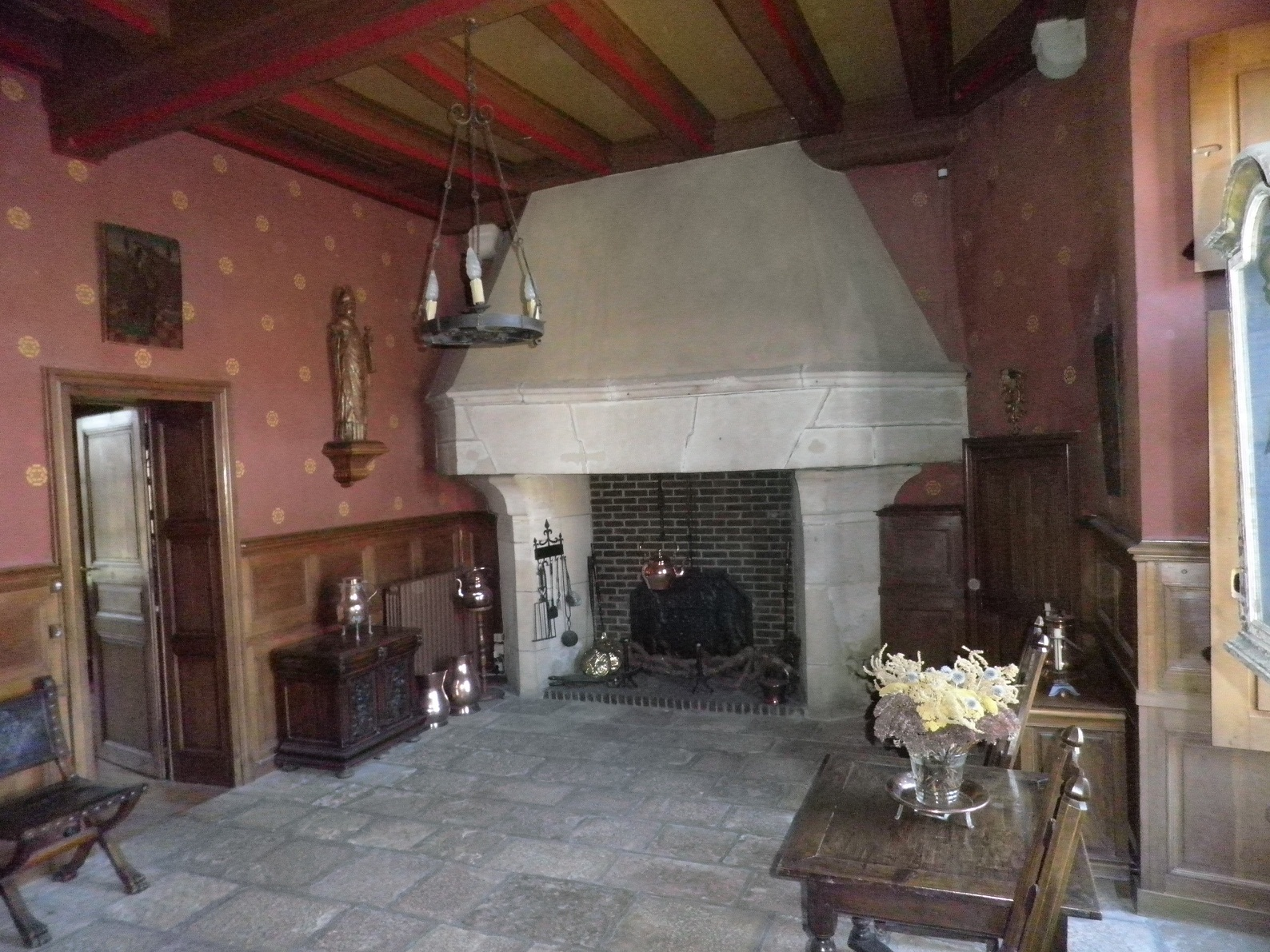
De oude keuken (14e eeuw) nu eetkamer (20e eeuw)
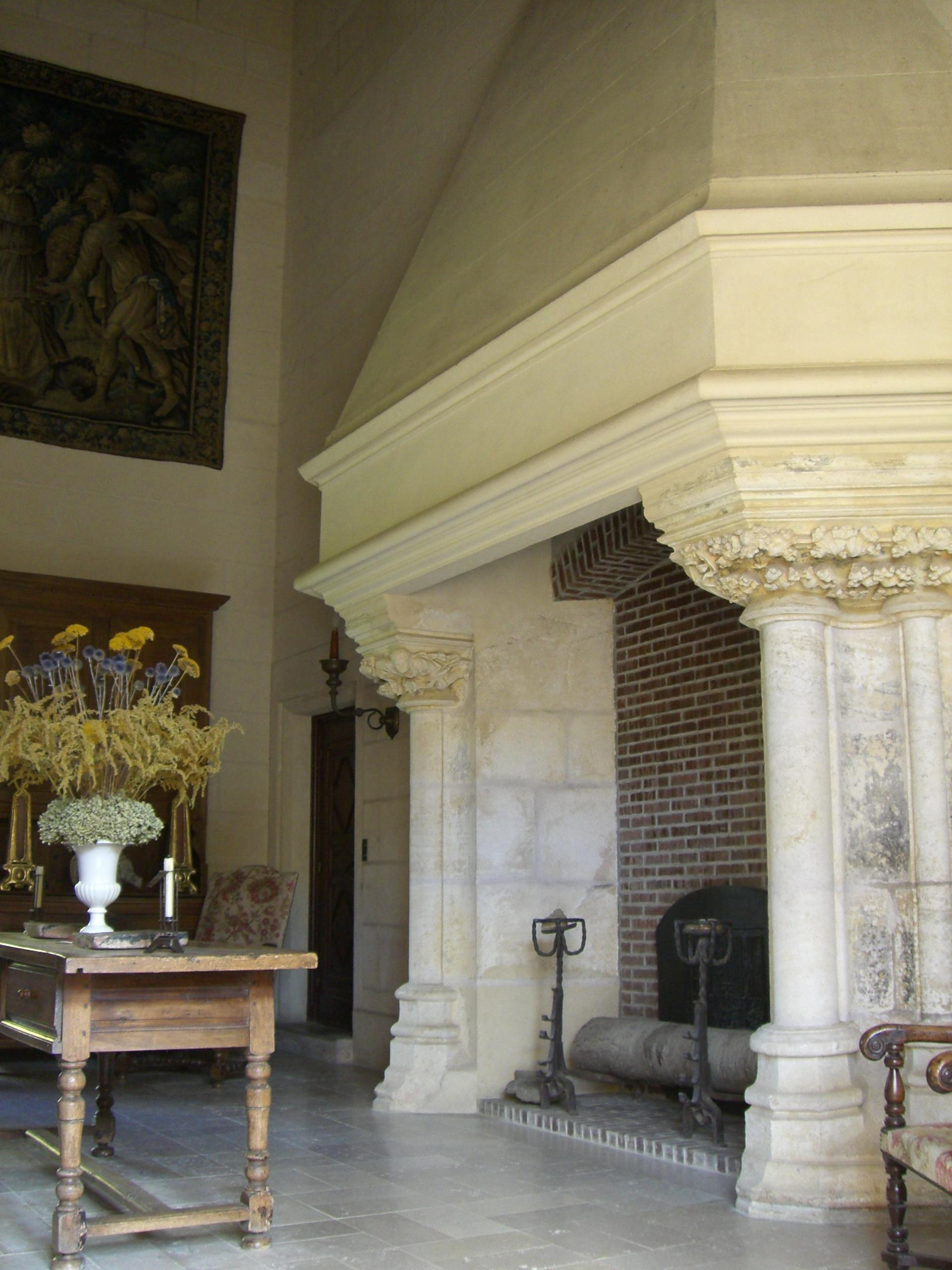
De open haard van de grote zaal (14e eeuw) in de 20e eeuw verplaatst naar de grote hal van het kasteel
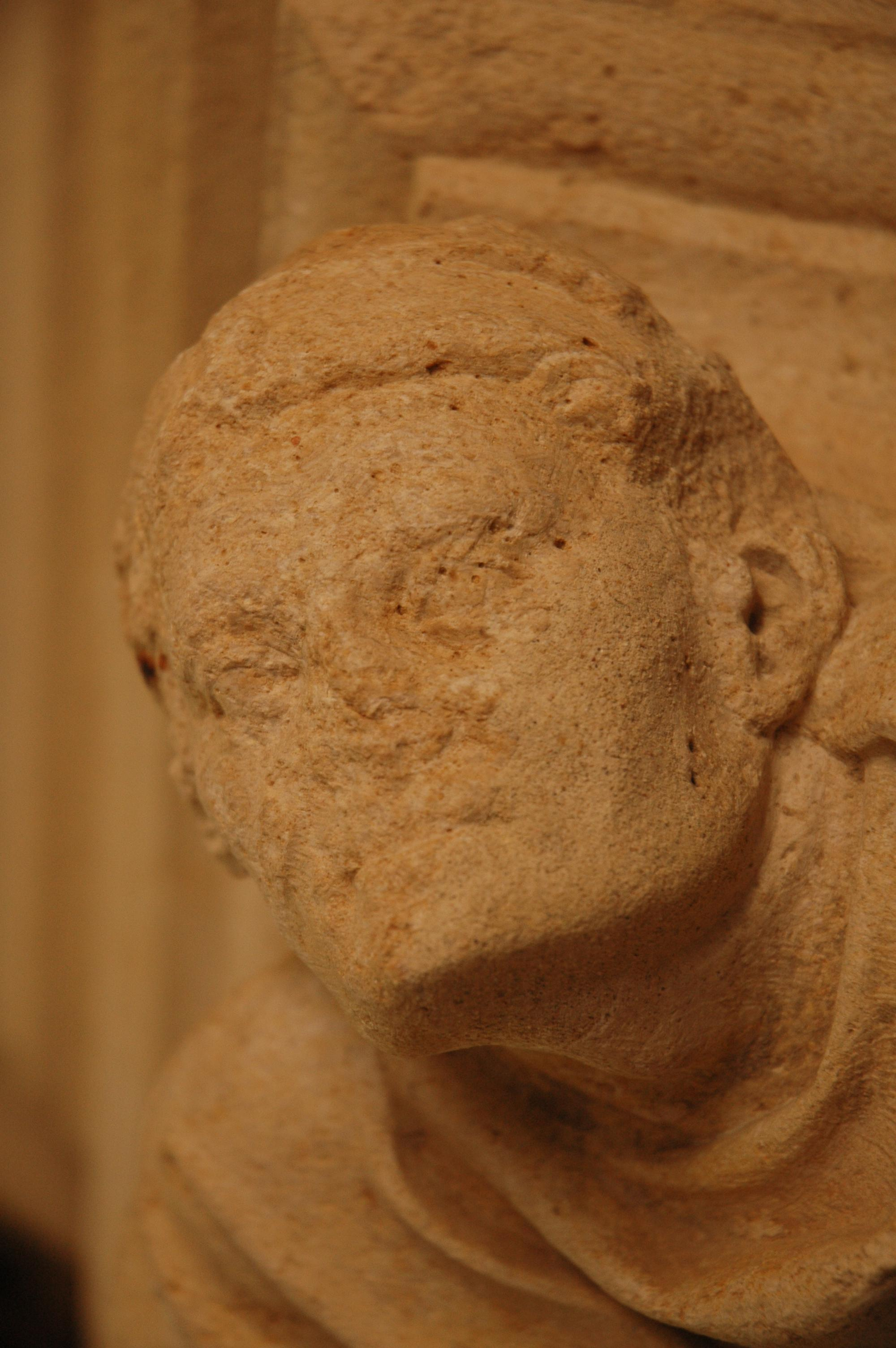
Detail van de gebeeldhouwde open haard van de grote zaal van het kasteel (14e eeuw)
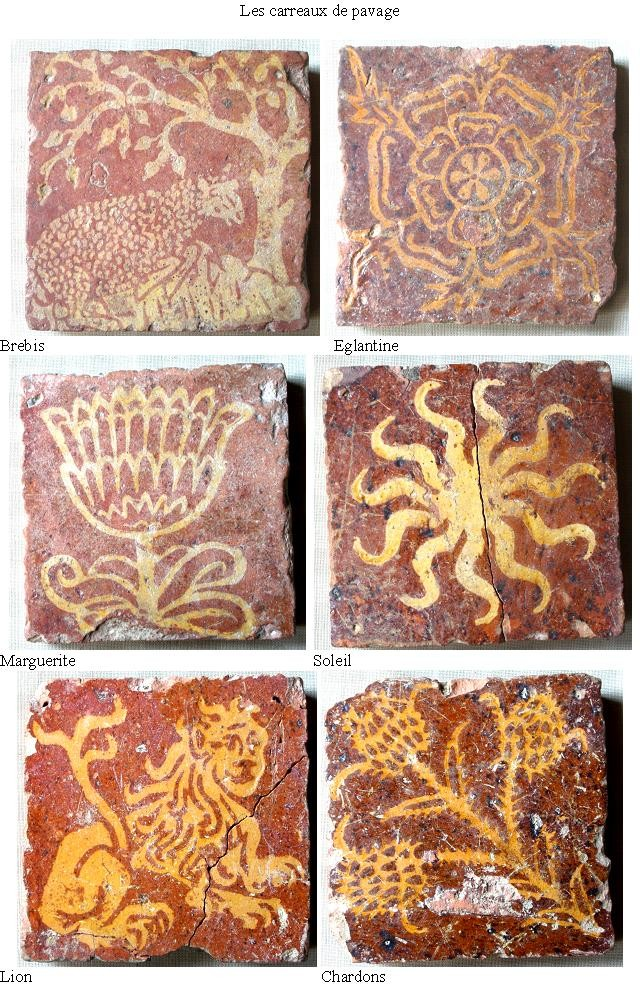
Vloertegels (14e eeuw)